# Ganagobie

Ganagobie este o comună în departamentul Alpes-de-Haute-Provence din sud-estul Franței. În 1 ianuarie 2022 avea o populație de 90 de locuitori.